# Page (Dakota del Nord)
Page és una població dels Estats Units a l'estat de Dakota del Nord. Segons el cens del 2000 tenia 225 habitants.

## Demografia
Segons el cens del 2000, Page tenia 225 habitants, 101 habitatges, i 61 famílies. La densitat de població era de 482,6 hab./km².
Dels 101 habitatges en un 29,7% hi vivien nens de menys de 18 anys, en un 52,5% hi vivien parelles casades, en un 5% dones solteres, i en un 39,6% no eren unitats familiars. En el 34,7% dels habitatges hi vivien persones soles el 18,8% de les quals corresponia a persones de 65 anys o més que vivien soles. El nombre mitjà de persones vivint en cada habitatge era de 2,23 i el nombre mitjà de persones que vivien en cada família era de 2,89.
Per edats la població es repartia de la següent manera: un 24,4% tenia menys de 18 anys, un 6,2% entre 18 i 24, un 20,9% entre 25 i 44, un 23,6% de 45 a 60 i un 24,9% 65 anys o més.
L'edat mediana era de 43 anys. Per cada 100 dones de 18 o més anys hi havia 95,4 homes.
La renda mediana per habitatge era de 25.833 $ i la renda mediana per família de 37.143 $. Els homes tenien una renda mediana de 27.500 $ mentre que les dones 21.250 $. La renda per capita de la població era de 16.692 $. Entorn de l'1,8% de les famílies i el 13% de la població estaven per davall del llindar de pobresa.

## Poblacions més properes
El següent diagrama mostra les poblacions més properes.